# Pseudohermenias
Pseudohermenias là một chi bướm đêm thuộc phân họ Olethreutinae, họ Tortricidae Tortricidae.

## Các loài
- Pseudohermenias ajanensis Falkovitsh, 1966
- Pseudohermenias hercyniana (Bechstein & Scharfenberg, 1804)